# Romandiet Rundt 2024
Romandiet Rundt 2024 var den 77. udgave af det schweiziske etapeløb Romandiet Rundt. Cykelløbets prolog og fem etaper havde en samlet distance på 656,98 km, og blev kørt fra 23. april med start i Payerne til 28. april 2024 hvor der var mål i Vernier. Løbet var 20. arrangement på UCI World Tour 2024.
Den samlede vinder af løbet blev spanske Carlos Rodríguez fra Ineos Grenadiers.

## Etaperne
| Etape    | Dato     | Start – Mål               | type          | Afstand (km) | Elevation (m) | Etapevinder     | Førende rytter   |
| -------- | -------- | ------------------------- | ------------- | ------------ | ------------- | --------------- | ---------------- |
| Prolog   | 23. apr. | Payerne – Payerne         | prolog        | 2,28         | 3 m           | Maikel Zijlaard | Maikel Zijlaard  |
| 1. etape | 24. apr. | Château-d’Oex – Fribourg  | kuperet etape | 165,7        | 2.631 m       | Dorian Godon    | Dorian Godon     |
| 2. etape | 25. apr. | Fribourg – Les Marécottes | bjergetape    | 171          | 2.716 m       | Thibau Nys      | Thibau Nys       |
| 3. etape | 26. apr. | Oron – Oron               | enkeltstart   | 15,5         | 282 m         | Brandon McNulty | Juan Ayuso       |
| 4. etape | 27. apr. | Saillon – Leysin          | bjergetape    | 151,7        | 3.518 m       | Richard Carapaz | Carlos Rodríguez |
| 5. etape | 28. apr. | Vernier – Vernier         | kuperet etape | 150,8        | 1.607 m       | Dorian Godon    | Carlos Rodríguez |

### Prolog
| Payerne - Payerne | prolog | (2,28 km) |

| \| Etaperesultat \| Etaperesultat \| Etaperesultat \| Etaperesultat \| Etaperesultat \| \| Rytter \| Rytter \| Hold \| Tid \| \| \| ------------- \| ------------------ \| -------------------------- \| ------------- \| ------------- \| \| 1. \| Maikel Zijlaard \| Tudor Pro Cycling Team \| 2' 55" \| \| \| 2. \| Cameron Scott \| Bahrain Victorious \| + 1" \| \| \| 3. \| Julian Alaphilippe \| Soudal Quick-Step \| + 2" \| \| \| 4. \| Dorian Godon \| Decathlon-AG2R La Mondiale \| + 3" \| \| \| 5. \| Ivo Oliveira \| UAE Team Emirates \| + 3" \| \| \| 6. \| Tim van Dijke \| Team Visma \\| Lease a Bike \| + 3" \| \| \| 7. \| Gianni Vermeersch \| Alpecin-Deceuninck \| + 3" \| \| \| 8. \| Nikias Arndt \| Bahrain Victorious \| + 3" \| \| \| 9. \| Alex Aranburu \| Movistar Team \| + 3" \| \| \| 10. \| Antoine Aebi \| Schweiz \| + 4" \| \| |                    |                            |        |
| |                    |                            |        |
| Kilde: ProCyclingStats |                    |                            |        |
| Etaperesultat |                    |                            |        |
| Rytter | Rytter             | Hold                       | Tid    |
| 1. | Maikel Zijlaard    | Tudor Pro Cycling Team     | 2' 55" |
| 2. | Cameron Scott      | Bahrain Victorious         | + 1"   |
| 3. | Julian Alaphilippe | Soudal Quick-Step          | + 2"   |
| 4. | Dorian Godon       | Decathlon-AG2R La Mondiale | + 3"   |
| 5. | Ivo Oliveira       | UAE Team Emirates          | + 3"   |
| 6. | Tim van Dijke      | Team Visma \| Lease a Bike | + 3"   |
| 7. | Gianni Vermeersch  | Alpecin-Deceuninck         | + 3"   |
| 8. | Nikias Arndt       | Bahrain Victorious         | + 3"   |
| 9. | Alex Aranburu      | Movistar Team              | + 3"   |
| 10. | Antoine Aebi       | Schweiz                    | + 4"   |

| \| Samlede stilling \| Samlede stilling \| Samlede stilling \| Samlede stilling \| Samlede stilling \| \| Rytter \| Rytter \| Hold \| Tid \| \| \| ---------------- \| ------------------ \| -------------------------- \| ---------------- \| ---------------- \| \| 1. \| Maikel Zijlaard \| Tudor Pro Cycling Team \| 2' 55" \| \| \| 2. \| Cameron Scott \| Bahrain Victorious \| + 1" \| \| \| 3. \| Julian Alaphilippe \| Soudal Quick-Step \| + 2" \| \| \| 4. \| Dorian Godon \| Decathlon-AG2R La Mondiale \| + 3" \| \| \| 5. \| Ivo Oliveira \| UAE Team Emirates \| + 3" \| \| \| 6. \| Tim van Dijke \| Team Visma \\| Lease a Bike \| + 3" \| \| \| 7. \| Gianni Vermeersch \| Alpecin-Deceuninck \| + 3" \| \| \| 8. \| Nikias Arndt \| Bahrain Victorious \| + 4" \| \| \| 9. \| Alex Aranburu \| Movistar Team \| + 4" \| \| \| 10. \| Antoine Aebi \| Schweiz \| + 4" \| \| |                    |                            |        |
| |                    |                            |        |
| Kilde: ProCyclingStats |                    |                            |        |
| Samlede stilling |                    |                            |        |
| Rytter | Rytter             | Hold                       | Tid    |
| 1. | Maikel Zijlaard    | Tudor Pro Cycling Team     | 2' 55" |
| 2. | Cameron Scott      | Bahrain Victorious         | + 1"   |
| 3. | Julian Alaphilippe | Soudal Quick-Step          | + 2"   |
| 4. | Dorian Godon       | Decathlon-AG2R La Mondiale | + 3"   |
| 5. | Ivo Oliveira       | UAE Team Emirates          | + 3"   |
| 6. | Tim van Dijke      | Team Visma \| Lease a Bike | + 3"   |
| 7. | Gianni Vermeersch  | Alpecin-Deceuninck         | + 3"   |
| 8. | Nikias Arndt       | Bahrain Victorious         | + 4"   |
| 9. | Alex Aranburu      | Movistar Team              | + 4"   |
| 10. | Antoine Aebi       | Schweiz                    | + 4"   |

### 1. etape
| Château-d’Oex - Fribourg | kuperet etape | (165,7 km) |

| \| Etaperesultat \| Etaperesultat \| Etaperesultat \| Etaperesultat \| Etaperesultat \| \| Rytter \| Rytter \| Hold \| Tid \| \| \| ------------- \| ----------------- \| -------------------------- \| ------------- \| ------------- \| \| 1. \| Dorian Godon \| Decathlon-AG2R La Mondiale \| 3t 49' 58" \| \| \| 2. \| Andrea Vendrame \| Decathlon-AG2R La Mondiale \| + 0" \| \| \| 3. \| Gianni Vermeersch \| Alpecin-Deceuninck \| + 0" \| \| \| 4. \| Milan Menten \| Lotto Dstny \| + 0" \| \| \| 5. \| Kasper Asgreen \| Soudal Quick-Step \| + 0" \| \| \| 6. \| Matevž Govekar \| Bahrain Victorious \| + 0" \| \| \| 7. \| Alex Aranburu \| Movistar Team \| + 0" \| \| \| 8. \| Clément Venturini \| Arkéa-B&B Hotels \| + 0" \| \| \| 9. \| Thibaud Gruel \| Groupama-FDJ \| + 0" \| \| \| 10. \| Kobe Goossens \| Intermarché-Wanty \| + 0" \| \| |                   |                            |            |
| |                   |                            |            |
| Kilde: ProCyclingStats |                   |                            |            |
| Etaperesultat |                   |                            |            |
| Rytter | Rytter            | Hold                       | Tid        |
| 1. | Dorian Godon      | Decathlon-AG2R La Mondiale | 3t 49' 58" |
| 2. | Andrea Vendrame   | Decathlon-AG2R La Mondiale | + 0"       |
| 3. | Gianni Vermeersch | Alpecin-Deceuninck         | + 0"       |
| 4. | Milan Menten      | Lotto Dstny                | + 0"       |
| 5. | Kasper Asgreen    | Soudal Quick-Step          | + 0"       |
| 6. | Matevž Govekar    | Bahrain Victorious         | + 0"       |
| 7. | Alex Aranburu     | Movistar Team              | + 0"       |
| 8. | Clément Venturini | Arkéa-B&B Hotels           | + 0"       |
| 9. | Thibaud Gruel     | Groupama-FDJ               | + 0"       |
| 10. | Kobe Goossens     | Intermarché-Wanty          | + 0"       |

| \| Samlede stilling \| Samlede stilling \| Samlede stilling \| Samlede stilling \| Samlede stilling \| \| Rytter \| Rytter \| Hold \| Tid \| \| \| ---------------- \| ------------------ \| ----------------------------- \| ---------------- \| ---------------- \| \| 1. \| Dorian Godon \| Decathlon-AG2R La Mondiale \| 3t 52' 46" \| \| \| 2. \| Gianni Vermeersch \| Alpecin-Deceuninck \| + 6" \| \| \| 3. \| Julian Alaphilippe \| Soudal Quick-Step \| + 9" \| \| \| 4. \| Tim van Dijke \| Team Visma \\| Lease a Bike \| + 10" \| \| \| 5. \| Alex Aranburu \| Movistar Team \| + 11" \| \| \| 6. \| Antoine Aebi \| Elite Fondations Cycling Team \| + 11" \| \| \| 7. \| Jan Christen \| UAE Team Emirates \| + 11" \| \| \| 8. \| Ilan Van Wilder \| Soudal Quick-Step \| + 11" \| \| \| 9. \| Andrea Vendrame \| Decathlon-AG2R La Mondiale \| + 12" \| \| \| 10. \| Matevž Govekar \| Bahrain Victorious \| + 12" \| \| |                    |                               |            |
| |                    |                               |            |
| Kilde: ProCyclingStats |                    |                               |            |
| Samlede stilling |                    |                               |            |
| Rytter | Rytter             | Hold                          | Tid        |
| 1. | Dorian Godon       | Decathlon-AG2R La Mondiale    | 3t 52' 46" |
| 2. | Gianni Vermeersch  | Alpecin-Deceuninck            | + 6"       |
| 3. | Julian Alaphilippe | Soudal Quick-Step             | + 9"       |
| 4. | Tim van Dijke      | Team Visma \| Lease a Bike    | + 10"      |
| 5. | Alex Aranburu      | Movistar Team                 | + 11"      |
| 6. | Antoine Aebi       | Elite Fondations Cycling Team | + 11"      |
| 7. | Jan Christen       | UAE Team Emirates             | + 11"      |
| 8. | Ilan Van Wilder    | Soudal Quick-Step             | + 11"      |
| 9. | Andrea Vendrame    | Decathlon-AG2R La Mondiale    | + 12"      |
| 10. | Matevž Govekar     | Bahrain Victorious            | + 12"      |

### 2. etape
| Fribourg - Les Marécottes | bjergetape | (171 km) |

| \| Etaperesultat \| Etaperesultat \| Etaperesultat \| Etaperesultat \| Etaperesultat \| \| Rytter \| Rytter \| Hold \| Tid \| \| \| ------------- \| ---------------- \| -------------------------- \| ------------- \| ------------- \| \| 1. \| Thibau Nys \| Lidl-Trek \| 4t 02' 44" \| \| \| 2. \| Andrea Vendrame \| Decathlon-AG2R La Mondiale \| + 0" \| \| \| 3. \| Luke Plapp \| Team Jayco AlUla \| + 4" \| \| \| 4. \| Florian Lipowitz \| Bora-Hansgrohe \| + 14" \| \| \| 5. \| Juan Ayuso \| UAE Team Emirates \| + 16" \| \| \| 6. \| Aleksandr Vlasov \| Bora-Hansgrohe \| + 16" \| \| \| 7. \| Adam Yates \| UAE Team Emirates \| + 16" \| \| \| 8. \| Guillaume Martin \| Cofidis \| + 16" \| \| \| 9. \| Ilan Van Wilder \| Soudal Quick-Step \| + 16" \| \| \| 10. \| Lenny Martinez \| Groupama-FDJ \| + 16" \| \| |                  |                            |            |
| |                  |                            |            |
| Kilde: ProCyclingStats |                  |                            |            |
| Etaperesultat |                  |                            |            |
| Rytter | Rytter           | Hold                       | Tid        |
| 1. | Thibau Nys       | Lidl-Trek                  | 4t 02' 44" |
| 2. | Andrea Vendrame  | Decathlon-AG2R La Mondiale | + 0"       |
| 3. | Luke Plapp       | Team Jayco AlUla           | + 4"       |
| 4. | Florian Lipowitz | Bora-Hansgrohe             | + 14"      |
| 5. | Juan Ayuso       | UAE Team Emirates          | + 16"      |
| 6. | Aleksandr Vlasov | Bora-Hansgrohe             | + 16"      |
| 7. | Adam Yates       | UAE Team Emirates          | + 16"      |
| 8. | Guillaume Martin | Cofidis                    | + 16"      |
| 9. | Ilan Van Wilder  | Soudal Quick-Step          | + 16"      |
| 10. | Lenny Martinez   | Groupama-FDJ               | + 16"      |

| \| Samlede stilling \| Samlede stilling \| Samlede stilling \| Samlede stilling \| Samlede stilling \| \| Rytter \| Rytter \| Hold \| Tid \| \| \| ---------------- \| ---------------- \| -------------------------- \| ---------------- \| ---------------- \| \| 1. \| Thibau Nys \| Lidl-Trek \| 7t 55' 32" \| \| \| 2. \| Andrea Vendrame \| Decathlon-AG2R La Mondiale \| + 4" \| \| \| 3. \| Luke Plapp \| Team Jayco AlUla \| + 22" \| \| \| 4. \| Ilan Van Wilder \| Soudal Quick-Step \| + 25" \| \| \| 5. \| Enric Mas \| Movistar Team \| + 26" \| \| \| 6. \| Lenny Martinez \| Groupama-FDJ \| + 27" \| \| \| 7. \| Juan Ayuso \| UAE Team Emirates \| + 27" \| \| \| 8. \| Aleksandr Vlasov \| Bora-Hansgrohe \| + 28" \| \| \| 9. \| Yannis Voisard \| Tudor Pro Cycling Team \| + 29" \| \| \| 10. \| Adam Yates \| UAE Team Emirates \| + 29" \| \| |                  |                            |            |
| |                  |                            |            |
| Kilde: ProCyclingStats |                  |                            |            |
| Samlede stilling |                  |                            |            |
| Rytter | Rytter           | Hold                       | Tid        |
| 1. | Thibau Nys       | Lidl-Trek                  | 7t 55' 32" |
| 2. | Andrea Vendrame  | Decathlon-AG2R La Mondiale | + 4"       |
| 3. | Luke Plapp       | Team Jayco AlUla           | + 22"      |
| 4. | Ilan Van Wilder  | Soudal Quick-Step          | + 25"      |
| 5. | Enric Mas        | Movistar Team              | + 26"      |
| 6. | Lenny Martinez   | Groupama-FDJ               | + 27"      |
| 7. | Juan Ayuso       | UAE Team Emirates          | + 27"      |
| 8. | Aleksandr Vlasov | Bora-Hansgrohe             | + 28"      |
| 9. | Yannis Voisard   | Tudor Pro Cycling Team     | + 29"      |
| 10. | Adam Yates       | UAE Team Emirates          | + 29"      |

### 3. etape
| Oron - Oron | enkeltstart | (15,5 km) |

| \| Etaperesultat \| Etaperesultat \| Etaperesultat \| Etaperesultat \| Etaperesultat \| \| Rytter \| Rytter \| Hold \| Tid \| \| \| ------------- \| --------------------- \| -------------------------- \| ------------- \| ------------- \| \| 1. \| Brandon McNulty \| UAE Team Emirates \| 20' 06" \| \| \| 2. \| Magnus Sheffield \| Ineos Grenadiers \| + 12" \| \| \| 3. \| Felix Großschartner \| UAE Team Emirates \| + 14" \| \| \| 4. \| Juan Ayuso \| UAE Team Emirates \| + 20" \| \| \| 5. \| Bruno Armirail \| Decathlon-AG2R La Mondiale \| + 22" \| \| \| 6. \| Johan Price-Pejtersen \| Bahrain Victorious \| + 24" \| \| \| 7. \| Carlos Rodríguez \| Ineos Grenadiers \| + 27" \| \| \| 8. \| Aleksandr Vlasov \| Bora-Hansgrohe \| + 29" \| \| \| 9. \| Ilan Van Wilder \| Soudal Quick-Step \| + 30" \| \| \| 10. \| Benjamin Thomas \| Cofidis \| + 31" \| \| |                       |                            |         |
| |                       |                            |         |
| Kilde: ProCyclingStats |                       |                            |         |
| Etaperesultat |                       |                            |         |
| Rytter | Rytter                | Hold                       | Tid     |
| 1. | Brandon McNulty       | UAE Team Emirates          | 20' 06" |
| 2. | Magnus Sheffield      | Ineos Grenadiers           | + 12"   |
| 3. | Felix Großschartner   | UAE Team Emirates          | + 14"   |
| 4. | Juan Ayuso            | UAE Team Emirates          | + 20"   |
| 5. | Bruno Armirail        | Decathlon-AG2R La Mondiale | + 22"   |
| 6. | Johan Price-Pejtersen | Bahrain Victorious         | + 24"   |
| 7. | Carlos Rodríguez      | Ineos Grenadiers           | + 27"   |
| 8. | Aleksandr Vlasov      | Bora-Hansgrohe             | + 29"   |
| 9. | Ilan Van Wilder       | Soudal Quick-Step          | + 30"   |
| 10. | Benjamin Thomas       | Cofidis                    | + 31"   |

| \| Samlede stilling \| Samlede stilling \| Samlede stilling \| Samlede stilling \| Samlede stilling \| \| Rytter \| Rytter \| Hold \| Tid \| \| \| ---------------- \| ---------------- \| -------------------------- \| ---------------- \| ---------------- \| \| 1. \| Juan Ayuso \| UAE Team Emirates \| 8t 16' 26" \| \| \| 2. \| Ilan Van Wilder \| Soudal Quick-Step \| + 7" \| \| \| 3. \| Aleksandr Vlasov \| Bora-Hansgrohe \| + 10" \| \| \| 4. \| Carlos Rodríguez \| Ineos Grenadiers \| + 11" \| \| \| 5. \| Lenny Martinez \| Groupama-FDJ \| + 23" \| \| \| 6. \| Florian Lipowitz \| Bora-Hansgrohe \| + 32" \| \| \| 7. \| Luke Plapp \| Team Jayco AlUla \| + 33" \| \| \| 8. \| Bruno Armirail \| Decathlon-AG2R La Mondiale \| + 36" \| \| \| 9. \| Yannis Voisard \| Tudor Pro Cycling Team \| + 36" \| \| \| 10. \| Damiano Caruso \| Bahrain Victorious \| + 36" \| \| |                  |                            |            |
| |                  |                            |            |
| Kilde: ProCyclingStats |                  |                            |            |
| Samlede stilling |                  |                            |            |
| Rytter | Rytter           | Hold                       | Tid        |
| 1. | Juan Ayuso       | UAE Team Emirates          | 8t 16' 26" |
| 2. | Ilan Van Wilder  | Soudal Quick-Step          | + 7"       |
| 3. | Aleksandr Vlasov | Bora-Hansgrohe             | + 10"      |
| 4. | Carlos Rodríguez | Ineos Grenadiers           | + 11"      |
| 5. | Lenny Martinez   | Groupama-FDJ               | + 23"      |
| 6. | Florian Lipowitz | Bora-Hansgrohe             | + 32"      |
| 7. | Luke Plapp       | Team Jayco AlUla           | + 33"      |
| 8. | Bruno Armirail   | Decathlon-AG2R La Mondiale | + 36"      |
| 9. | Yannis Voisard   | Tudor Pro Cycling Team     | + 36"      |
| 10. | Damiano Caruso   | Bahrain Victorious         | + 36"      |

### 4. etape
| Saillon - Leysin | bjergetape | (151,7 km) |

| \| Etaperesultat \| Etaperesultat \| Etaperesultat \| Etaperesultat \| Etaperesultat \| \| Rytter \| Rytter \| Hold \| Tid \| \| \| ------------- \| ------------------ \| --------------------- \| ------------- \| ------------- \| \| 1. \| Richard Carapaz \| EF Education-EasyPost \| 4t 06' 03" \| \| \| 2. \| Florian Lipowitz \| Bora-Hansgrohe \| + 0" \| \| \| 3. \| Carlos Rodríguez \| Ineos Grenadiers \| + 10" \| \| \| 4. \| Enric Mas \| Movistar Team \| + 14" \| \| \| 5. \| Aleksandr Vlasov \| Bora-Hansgrohe \| + 14" \| \| \| 6. \| Egan Bernal \| Ineos Grenadiers \| + 27" \| \| \| 7. \| Ilan Van Wilder \| Soudal Quick-Step \| + 31" \| \| \| 8. \| Tao Geoghegan Hart \| Lidl-Trek \| + 40" \| \| \| 9. \| David Gaudu \| Groupama-FDJ \| + 41" \| \| \| 10. \| Cristián Rodríguez \| Arkéa-B&B Hotels \| + 44" \| \| |                    |                       |            |
| |                    |                       |            |
| Kilde: ProCyclingStats |                    |                       |            |
| Etaperesultat |                    |                       |            |
| Rytter | Rytter             | Hold                  | Tid        |
| 1. | Richard Carapaz    | EF Education-EasyPost | 4t 06' 03" |
| 2. | Florian Lipowitz   | Bora-Hansgrohe        | + 0"       |
| 3. | Carlos Rodríguez   | Ineos Grenadiers      | + 10"      |
| 4. | Enric Mas          | Movistar Team         | + 14"      |
| 5. | Aleksandr Vlasov   | Bora-Hansgrohe        | + 14"      |
| 6. | Egan Bernal        | Ineos Grenadiers      | + 27"      |
| 7. | Ilan Van Wilder    | Soudal Quick-Step     | + 31"      |
| 8. | Tao Geoghegan Hart | Lidl-Trek             | + 40"      |
| 9. | David Gaudu        | Groupama-FDJ          | + 41"      |
| 10. | Cristián Rodríguez | Arkéa-B&B Hotels      | + 44"      |

| \| Samlede stilling \| Samlede stilling \| Samlede stilling \| Samlede stilling \| Samlede stilling \| \| Rytter \| Rytter \| Hold \| Tid \| \| \| ---------------- \| ------------------ \| --------------------- \| ---------------- \| ---------------- \| \| 1. \| Carlos Rodríguez \| Ineos Grenadiers \| 12t 22' 46" \| \| \| 2. \| Aleksandr Vlasov \| Bora-Hansgrohe \| + 7" \| \| \| 3. \| Florian Lipowitz \| Bora-Hansgrohe \| + 9" \| \| \| 4. \| Ilan Van Wilder \| Soudal Quick-Step \| + 21" \| \| \| 5. \| Juan Ayuso \| UAE Team Emirates \| + 27" \| \| \| 6. \| Enric Mas \| Movistar Team \| + 38" \| \| \| 7. \| Richard Carapaz \| EF Education-EasyPost \| + 49" \| \| \| 8. \| Lenny Martinez \| Groupama-FDJ \| + 52" \| \| \| 9. \| Tao Geoghegan Hart \| Lidl-Trek \| + 1' 02" \| \| \| 10. \| Egan Bernal \| Ineos Grenadiers \| + 1' 23" \| \| |                    |                       |             |
| |                    |                       |             |
| Kilde: ProCyclingStats |                    |                       |             |
| Samlede stilling |                    |                       |             |
| Rytter | Rytter             | Hold                  | Tid         |
| 1. | Carlos Rodríguez   | Ineos Grenadiers      | 12t 22' 46" |
| 2. | Aleksandr Vlasov   | Bora-Hansgrohe        | + 7"        |
| 3. | Florian Lipowitz   | Bora-Hansgrohe        | + 9"        |
| 4. | Ilan Van Wilder    | Soudal Quick-Step     | + 21"       |
| 5. | Juan Ayuso         | UAE Team Emirates     | + 27"       |
| 6. | Enric Mas          | Movistar Team         | + 38"       |
| 7. | Richard Carapaz    | EF Education-EasyPost | + 49"       |
| 8. | Lenny Martinez     | Groupama-FDJ          | + 52"       |
| 9. | Tao Geoghegan Hart | Lidl-Trek             | + 1' 02"    |
| 10. | Egan Bernal        | Ineos Grenadiers      | + 1' 23"    |

### 5. etape
| Vernier - Vernier | kuperet etape | (150,8 km) |

| \| Etaperesultat \| Etaperesultat \| Etaperesultat \| Etaperesultat \| Etaperesultat \| \| Rytter \| Rytter \| Hold \| Tid \| \| \| ------------- \| ----------------- \| -------------------------- \| ------------- \| ------------- \| \| 1. \| Dorian Godon \| Decathlon-AG2R La Mondiale \| 3t 22' 00" \| \| \| 2. \| Simone Consonni \| Lidl-Trek \| + 0" \| \| \| 3. \| Dion Smith \| Intermarché-Wanty \| + 0" \| \| \| 4. \| Tim van Dijke \| Team Visma \\| Lease a Bike \| + 0" \| \| \| 5. \| Alex Aranburu \| Movistar Team \| + 0" \| \| \| 6. \| Thibau Nys \| Lidl-Trek \| + 0" \| \| \| 7. \| Clément Venturini \| Arkéa-B&B Hotels \| + 0" \| \| \| 8. \| Milan Menten \| Lotto Dstny \| + 0" \| \| \| 9. \| Thibaud Gruel \| Groupama-FDJ \| + 0" \| \| \| 10. \| Gianni Vermeersch \| Alpecin-Deceuninck \| + 0" \| \| |                   |                            |            |
| |                   |                            |            |
| Kilde: ProCyclingStats |                   |                            |            |
| Etaperesultat |                   |                            |            |
| Rytter | Rytter            | Hold                       | Tid        |
| 1. | Dorian Godon      | Decathlon-AG2R La Mondiale | 3t 22' 00" |
| 2. | Simone Consonni   | Lidl-Trek                  | + 0"       |
| 3. | Dion Smith        | Intermarché-Wanty          | + 0"       |
| 4. | Tim van Dijke     | Team Visma \| Lease a Bike | + 0"       |
| 5. | Alex Aranburu     | Movistar Team              | + 0"       |
| 6. | Thibau Nys        | Lidl-Trek                  | + 0"       |
| 7. | Clément Venturini | Arkéa-B&B Hotels           | + 0"       |
| 8. | Milan Menten      | Lotto Dstny                | + 0"       |
| 9. | Thibaud Gruel     | Groupama-FDJ               | + 0"       |
| 10. | Gianni Vermeersch | Alpecin-Deceuninck         | + 0"       |

## Trøjernes fordeling gennem løbet
| Etape    |               | Vinder _        | Samlede stilling | Pointtrøje      | Bjergtrøje    | Ungdomstrøje     | Mest angrebsivrige | Holdkonkurrence    | Nationalitet |
| -------- | ------------- | --------------- | ---------------- | --------------- | ------------- | ---------------- | ------------------ | ------------------ | ------------ |
| Prolog   | prolog        | Maikel Zijlaard | Maikel Zijlaard  | Maikel Zijlaard | ikke uddelt   | Tim van Dijke    | ikke uddelt        | Bahrain Victorious | ikke uddelt  |
| 1. etape | kuperet etape | Dorian Godon    | Dorian Godon     | Dorian Godon    | Juri Hollmann | Tim van Dijke    | Fausto Masnada     | Bahrain Victorious | Antoine Aebi |
| 2. etape | bjergetape    | Thibau Nys      | Thibau Nys       | Andrea Vendrame | Juri Hollmann | Thibau Nys       | Roger Adrià        | Bora-Hansgrohe     | ikke uddelt  |
| 3. etape | enkeltstart   | Brandon McNulty | Juan Ayuso       | Andrea Vendrame | Juri Hollmann | Juan Ayuso       | ikke uddelt        | UAE Team Emirates  | ikke uddelt  |
| 4. etape | bjergetape    | Richard Carapaz | Carlos Rodríguez | Andrea Vendrame | Juri Hollmann | Carlos Rodríguez | Clément Berthet    | Bora-Hansgrohe     | ikke uddelt  |
| 5. etape | kuperet etape | Dorian Godon    | Carlos Rodríguez | Dorian Godon    | Juri Hollmann | Carlos Rodríguez | ikke uddelt        | UAE Team Emirates  | ikke uddelt  |
| Samlet   | Samlet        |                 | Carlos Rodríguez | Dorian Godon    | Juri Hollmann | Carlos Rodríguez | ikke uddelt        | UAE Team Emirates  | ikke uddelt  |

## Resultater

### Samlede stilling
| \| Samlede stilling \| Samlede stilling \| Samlede stilling \| Samlede stilling \| Samlede stilling \| \| Rytter \| Rytter \| Hold \| Tid \| \| \| ---------------- \| ------------------ \| --------------------- \| ---------------- \| ---------------- \| \| 1. \| Carlos Rodríguez \| Ineos Grenadiers \| 15t 44' 46" \| \| \| 2. \| Aleksandr Vlasov \| Bora-Hansgrohe \| + 7" \| \| \| 3. \| Florian Lipowitz \| Bora-Hansgrohe \| + 9" \| \| \| 4. \| Ilan Van Wilder \| Soudal Quick-Step \| + 21" \| \| \| 5. \| Juan Ayuso \| UAE Team Emirates \| + 27" \| \| \| 6. \| Enric Mas \| Movistar Team \| + 38" \| \| \| 7. \| Richard Carapaz \| EF Education-EasyPost \| + 49" \| \| \| 8. \| Lenny Martinez \| Groupama-FDJ \| + 52" \| \| \| 9. \| Tao Geoghegan Hart \| Lidl-Trek \| + 1' 02" \| \| \| 10. \| Egan Bernal \| Ineos Grenadiers \| + 1' 23" \| \| |                    |                       |             |
| |                    |                       |             |
| Kilde: ProCyclingStats |                    |                       |             |
| Samlede stilling |                    |                       |             |
| Rytter | Rytter             | Hold                  | Tid         |
| 1. | Carlos Rodríguez   | Ineos Grenadiers      | 15t 44' 46" |
| 2. | Aleksandr Vlasov   | Bora-Hansgrohe        | + 7"        |
| 3. | Florian Lipowitz   | Bora-Hansgrohe        | + 9"        |
| 4. | Ilan Van Wilder    | Soudal Quick-Step     | + 21"       |
| 5. | Juan Ayuso         | UAE Team Emirates     | + 27"       |
| 6. | Enric Mas          | Movistar Team         | + 38"       |
| 7. | Richard Carapaz    | EF Education-EasyPost | + 49"       |
| 8. | Lenny Martinez     | Groupama-FDJ          | + 52"       |
| 9. | Tao Geoghegan Hart | Lidl-Trek             | + 1' 02"    |
| 10. | Egan Bernal        | Ineos Grenadiers      | + 1' 23"    |

### Pointkonkurrencen
| Pointkonkurrence | Pointkonkurrence  | Pointkonkurrence           | Pointkonkurrence | Pointkonkurrence |
| Rytter           | Rytter            | Hold                       | Point            |                  |
| ---------------- | ----------------- | -------------------------- | ---------------- | ---------------- |
| 1.               | Dorian Godon      | Decathlon-AG2R La Mondiale | 119 point        |                  |
| 2.               | Andrea Vendrame   | Decathlon-AG2R La Mondiale | 111 point        |                  |
| 3.               | Thibau Nys        | Lidl-Trek                  | 74 point         |                  |
| 4.               | Florian Lipowitz  | Bora-Hansgrohe             | 43 point         |                  |
| 5.               | Aleksandr Vlasov  | Bora-Hansgrohe             | 42 point         |                  |
| 6.               | Juan Ayuso        | UAE Team Emirates          | 41 point         |                  |
| 7.               | Gianni Vermeersch | Alpecin-Deceuninck         | 40 point         |                  |
| 8.               | Carlos Rodríguez  | Ineos Grenadiers           | 39 point         |                  |
| 9.               | Alex Aranburu     | Movistar Team              | 37 point         |                  |
| 10.              | Ilan Van Wilder   | Soudal Quick-Step          | 35 point         |                  |

### Bjergkonkurrencen
| Bjergkonkurrence | Bjergkonkurrence   | Bjergkonkurrence           | Bjergkonkurrence | Bjergkonkurrence |
| Rytter           | Rytter             | Hold                       | Point            |                  |
| ---------------- | ------------------ | -------------------------- | ---------------- | ---------------- |
| 1.               | Juri Hollmann      | Alpecin-Deceuninck         | 35 point         |                  |
| 2.               | Bart Lemmen        | Team Visma \| Lease a Bike | 24 point         |                  |
| 3.               | Fausto Masnada     | Soudal Quick-Step          | 23 point         |                  |
| 4.               | Nelson Oliveira    | Movistar Team              | 18 point         |                  |
| 5.               | Andrea Vendrame    | Decathlon-AG2R La Mondiale | 16 point         |                  |
| 6.               | Raúl García Pierna | Arkéa-B&B Hotels           | 16 point         |                  |
| 7.               | Richard Carapaz    | EF Education-EasyPost      | 15 point         |                  |
| 8.               | Clément Berthet    | Decathlon-AG2R La Mondiale | 15 point         |                  |
| 9.               | Carlos Rodríguez   | Ineos Grenadiers           | 10 point         |                  |
| 10.              | Rémi Cavagna       | Movistar Team              | 9 point          |                  |

### Ungdomskonkurrencen
| Ungdomskonkurrence | Ungdomskonkurrence     | Ungdomskonkurrence         | Ungdomskonkurrence | Ungdomskonkurrence |
| Rytter             | Rytter                 | Hold                       | Tid                |                    |
| ------------------ | ---------------------- | -------------------------- | ------------------ | ------------------ |
| 1.                 | Carlos Rodríguez       | Ineos Grenadiers           | 15t 44' 46"        |                    |
| 2.                 | Florian Lipowitz       | Bora-Hansgrohe             | + 9"               |                    |
| 3.                 | Ilan Van Wilder        | Soudal Quick-Step          | + 21"              |                    |
| 4.                 | Juan Ayuso             | UAE Team Emirates          | + 27"              |                    |
| 5.                 | Lenny Martinez         | Groupama-FDJ               | + 52"              |                    |
| 6.                 | Johannes Staune-Mittet | Team Visma \| Lease a Bike | + 3' 43"           |                    |
| 7.                 | Darren Rafferty        | EF Education-EasyPost      | + 3' 59"           |                    |
| 8.                 | Jan Christen           | UAE Team Emirates          | + 9' 00"           |                    |
| 9.                 | Edoardo Zambanini      | Bahrain Victorious         | + 16' 55"          |                    |
| 10.                | Thibau Nys             | Lidl-Trek                  | + 24' 54"          |                    |

### Holdkonkurrencen
| Holdkonkurrence | Holdkonkurrence            | Holdkonkurrence | Holdkonkurrence |
| Hold            | Hold                       | Tid             |                 |
| --------------- | -------------------------- | --------------- | --------------- |
| 1.              | UAE Team Emirates          | 47t 16' 20"     |                 |
| 2.              | Bora-Hansgrohe             | + 45"           |                 |
| 3.              | Ineos Grenadiers           | + 1' 51"        |                 |
| 4.              | Q36.5 Pro Cycling Team     | + 10' 33"       |                 |
| 5.              | Groupama-FDJ               | + 12' 11"       |                 |
| 6.              | Lidl-Trek                  | + 15' 57"       |                 |
| 7.              | Movistar Team              | + 16' 32"       |                 |
| 8.              | Team Jayco AlUla           | + 18' 17"       |                 |
| 9.              | EF Education-EasyPost      | + 19' 23"       |                 |
| 10.             | Team Visma \| Lease a Bike | + 22' 16"       |                 |

## Hold og ryttere
| UCI WorldTeams (18)- Alpecin-Deceuninck - Arkéa-B&B Hotels - Astana Qazaqstan Team - Bahrain Victorious - Bora-Hansgrohe - Cofidis - Decathlon-AG2R La Mondiale - EF Education-EasyPost - Groupama-FDJ - Ineos Grenadiers - Intermarché-Wanty - Lidl-Trek - Movistar Team - Soudal Quick-Step - Team dsm-firmenich PostNL - Team Jayco AlUla - Team Visma \| Lease a Bike - UAE Team Emirates UCI ProTeams (4)- Q36.5 Pro Cycling Team - Corratec-Vini Fantini - Tudor Pro Cycling Team - Lotto Dstny Landshold- Schweiz |
| |

### Danske ryttere
| Danske ryttere på startlisten |                         |                       |           |
| Rygnummer                     | Rytter                  | Hold                  | Placering |
| 22                            | Kasper Asgreen          | Soudal Quick-Step     | 74        |
| 64                            | Christopher Juul-Jensen | Team Jayco AlUla      | 61        |
| 75                            | Johan Price-Pejtersen   | Bahrain Victorious    | 118       |
| 147                           | Michael Valgren         | EF Education-EasyPost | 91        |
| 181                           | Andreas Kron            | Lotto Dstny           | 54        |

* DNF = gennemførte ikke

### Startliste
| UAE Team Emirates UAD | UAE Team Emirates UAD               | UAE Team Emirates UAD |
| --------------------- | ----------------------------------- | --------------------- |
| Nr.                   | Rytter                              | Placering             |
| 1                     | Adam Yates (GBR)                    | 13.                   |
| 2                     | Ivo Oliveira (POR)                  | 114.                  |
| 3                     | Juan Ayuso (ESP)                    | 5.                    |
| 4                     | Jan Christen (SUI)                  | 31.                   |
| 5                     | Felix Großschartner (AUT)           | 62.                   |
| 6                     | Brandon McNulty (USA) (enkeltstart) | DNF-5                 |
| 7                     | Pavel Sivakov (FRA)                 | 18.                   |

| Team Visma \| Lease a Bike TVL | Team Visma \| Lease a Bike TVL | Team Visma \| Lease a Bike TVL |
| ------------------------------ | ------------------------------ | ------------------------------ |
| Nr.                            | Rytter                         | Placering                      |
| 11                             | Jan Tratnik (SLO)              | 32.                            |
| 12                             | Koen Bouwman (NED)             | DNS-5                          |
| 13                             | Robert Gesink (NED)            | 39.                            |
| 14                             | Bart Lemmen (NED)              | 64.                            |
| 15                             | Johannes Staune-Mittet (NOR)   | 20.                            |
| 16                             | Tim van Dijke (NED)            | 72.                            |
| 17                             | Julien Vermote (BEL)           | 81.                            |

| Soudal Quick-Step SOQ | Soudal Quick-Step SOQ              | Soudal Quick-Step SOQ |
| --------------------- | ---------------------------------- | --------------------- |
| Nr.                   | Rytter                             | Placering             |
| 21                    | Julian Alaphilippe (FRA)           | 33.                   |
| 22                    | Kasper Asgreen (DEN) (enkeltstart) | 74.                   |
| 23                    | Mattia Cattaneo (ITA)              | DNF-1                 |
| 24                    | Josef Černý (CZE)                  | 111.                  |
| 25                    | Fausto Masnada (ITA)               | 42.                   |
| 26                    | Pepijn Reinderink (NED)            | 70.                   |
| 27                    | Ilan Van Wilder (BEL)              | 4.                    |

| Alpecin-Deceuninck ADC | Alpecin-Deceuninck ADC  | Alpecin-Deceuninck ADC |
| ---------------------- | ----------------------- | ---------------------- |
| Nr.                    | Rytter                  | Placering              |
| 31                     | Gianni Vermeersch (BEL) | 58.                    |
| 32                     | Juri Hollmann (GER)     | 65.                    |
| 33                     | Senne Leysen (BEL)      | DNF-5                  |
| 34                     | Xandro Meurisse (BEL)   | DNF-4                  |
| 35                     | Oscar Riesebeek (NED)   | 113.                   |
| 36                     | Stan Van Tricht (BEL)   | DNF-4                  |
| 37                     | Luca Vergallito (ITA)   | 26.                    |

| Lidl-Trek LTK | Lidl-Trek LTK            | Lidl-Trek LTK |
| ------------- | ------------------------ | ------------- |
| Nr.           | Rytter                   | Placering     |
| 41            | Tao Geoghegan Hart (GBR) | 9.            |
| 42            | Giulio Ciccone (ITA)     | 35.           |
| 43            | Simone Consonni (ITA)    | 93.           |
| 44            | Patrick Konrad (AUT)     | 30.           |
| 45            | Jacopo Mosca (ITA)       | 109.          |
| 46            | Thibau Nys (BEL)         | 48.           |
| 47            | Sam Oomen (NED)          | 43.           |

| Bora-Hansgrohe BOH | Bora-Hansgrohe BOH     | Bora-Hansgrohe BOH |
| ------------------ | ---------------------- | ------------------ |
| Nr.                | Rytter                 | Placering          |
| 51                 | Aleksandr Vlasov       | 2.                 |
| 52                 | Roger Adrià (ESP)      | 38.                |
| 53                 | Patrick Gamper (AUT)   | DNS-4              |
| 54                 | Sergio Higuita (COL)   | 82.                |
| 55                 | Jai Hindley (AUS)      | 28.                |
| 56                 | Florian Lipowitz (GER) | 3.                 |
| 57                 | Anton Palzer (GER)     | 44.                |

| Team Jayco AlUla JAY | Team Jayco AlUla JAY          | Team Jayco AlUla JAY |
| -------------------- | ----------------------------- | -------------------- |
| Nr.                  | Rytter                        | Placering            |
| 61                   | Simon Yates (GBR)             | 11.                  |
| 62                   | Eddie Dunbar (IRL)            | DNS-5                |
| 63                   | Michael Hepburn (AUS)         | 104.                 |
| 64                   | Christopher Juul-Jensen (DEN) | 61.                  |
| 65                   | Jesús David Peña (COL)        | DNF-5                |
| 66                   | Luke Plapp (AUS)              | DNF-5                |
| 67                   | Callum Scotson (AUS)          | 50.                  |

| Bahrain Victorious TBV | Bahrain Victorious TBV      | Bahrain Victorious TBV |
| ---------------------- | --------------------------- | ---------------------- |
| Nr.                    | Rytter                      | Placering              |
| 71                     | Damiano Caruso (ITA)        | DNS-5                  |
| 72                     | Nikias Arndt (GER)          | 119.                   |
| 73                     | Matevž Govekar (SLO)        | 90.                    |
| 74                     | Rainer Kepplinger (AUT)     | 63.                    |
| 75                     | Johan Price-Pejtersen (DEN) | 118.                   |
| 76                     | Cameron Scott (AUS)         | 126.                   |
| 77                     | Edoardo Zambanini (ITA)     | 37.                    |

| Ineos Grenadiers IGD | Ineos Grenadiers IGD                     | Ineos Grenadiers IGD |
| -------------------- | ---------------------------------------- | -------------------- |
| Nr.                  | Rytter                                   | Placering            |
| 81                   | Egan Bernal (COL)                        | 10.                  |
| 82                   | Thymen Arensman (NED)                    | 27.                  |
| 83                   | Jonathan Castroviejo (ESP) (enkeltstart) | 71.                  |
| 84                   | Ethan Hayter (GBR)                       | 73.                  |
| 85                   | Carlos Rodríguez (ESP)                   | 1.                   |
| 86                   | Óscar Rodríguez (ESP)                    | 97.                  |
| 87                   | Magnus Sheffield (USA)                   | 55.                  |

| Groupama-FDJ GFC | Groupama-FDJ GFC      | Groupama-FDJ GFC |
| ---------------- | --------------------- | ---------------- |
| Nr.              | Rytter                | Placering        |
| 91               | Cyril Barthe (FRA)    | DNS-5            |
| 92               | David Gaudu (FRA)     | 14.              |
| 93               | Thibaud Gruel (FRA)   | 67.              |
| 94               | Lenny Martinez (FRA)  | 8.               |
| 95               | Rudy Molard (FRA)     | 36.              |
| 96               | Enzo Paleni (FRA)     | 56.              |
| 97               | Reuben Thompson (NZL) | 99.              |

| Decathlon-AG2R La Mondiale DAT | Decathlon-AG2R La Mondiale DAT | Decathlon-AG2R La Mondiale DAT |
| ------------------------------ | ------------------------------ | ------------------------------ |
| Nr.                            | Rytter                         | Placering                      |
| 101                            | Clément Berthet (FRA)          | 25.                            |
| 102                            | Bruno Armirail (FRA)           | 53.                            |
| 103                            | Dorian Godon (FRA)             | 60.                            |
| 104                            | Jaakko Hänninen (FIN)          | 66.                            |
| 105                            | Jordan Labrosse (FRA)          | DNF-4                          |
| 106                            | Nicolas Prodhomme (FRA)        | 22.                            |
| 107                            | Andrea Vendrame (ITA)          | 49.                            |

| Arkéa-B&B Hotels ARK | Arkéa-B&B Hotels ARK     | Arkéa-B&B Hotels ARK |
| -------------------- | ------------------------ | -------------------- |
| Nr.                  | Rytter                   | Placering            |
| 111                  | Cristián Rodríguez (ESP) | 12.                  |
| 112                  | Raúl García Pierna (ESP) | 52.                  |
| 113                  | Thibault Guernalec (FRA) | 101.                 |
| 114                  | Laurens Huys (BEL)       | 47.                  |
| 115                  | Łukasz Owsian (POL)      | 105.                 |
| 116                  | Alan Riou (FRA)          | DNS-3                |
| 117                  | Clément Venturini (FRA)  | 75.                  |

| Cofidis COF | Cofidis COF            | Cofidis COF |
| ----------- | ---------------------- | ----------- |
| Nr.         | Rytter                 | Placering   |
| 121         | Guillaume Martin (FRA) | 17.         |
| 122         | Jesús Herrada (ESP)    | 69.         |
| 123         | Nolann Mahoudo (FRA)   | DNF-5       |
| 124         | Axel Mariault (FRA)    | 106.        |
| 125         | Stefano Oldani (ITA)   | 117.        |
| 126         | Benjamin Thomas (FRA)  | 79.         |
| 127         | Hugo Toumire (FRA)     | 102.        |

| Movistar Team MOV | Movistar Team MOV                | Movistar Team MOV |
| ----------------- | -------------------------------- | ----------------- |
| Nr.               | Rytter                           | Placering         |
| 131               | Enric Mas (ESP)                  | 6.                |
| 132               | Alex Aranburu (ESP)              | 51.               |
| 133               | Jorge Arcas (ESP)                | 80.               |
| 134               | Rémi Cavagna (FRA) (enkeltstart) | 94.               |
| 135               | Johan Jacobs (SUI)               | 108.              |
| 136               | Nelson Oliveira (POR)            | 45.               |
| 137               | Iván Sosa (COL)                  | 24.               |

| EF Education-EasyPost EFE | EF Education-EasyPost EFE        | EF Education-EasyPost EFE |
| ------------------------- | -------------------------------- | ------------------------- |
| Nr.                       | Rytter                           | Placering                 |
| 141                       | Richard Carapaz (ECU) (landevej) | 7.                        |
| 142                       | Andrey Amador (CRC)              | DNF-2                     |
| 143                       | Stefan de Bod (RSA)              | 95.                       |
| 144                       | Darren Rafferty (IRL)            | 23.                       |
| 145                       | James Shaw (GBR)                 | 107.                      |
| 146                       | Rigoberto Urán (COL)             | 41.                       |
| 147                       | Michael Valgren (DEN)            | 91.                       |

| Team dsm-firmenich PostNL DFP | Team dsm-firmenich PostNL DFP  | Team dsm-firmenich PostNL DFP |
| ----------------------------- | ------------------------------ | ----------------------------- |
| Nr.                           | Rytter                         | Placering                     |
| 151                           | Gijs Leemreize (NED)           | DNS-5                         |
| 152                           | Pavel Bittner (CZE)            | DNS-5                         |
| 153                           | Patrick Eddy (AUS)             | 116.                          |
| 154                           | Sean Flynn (GBR)               | DNF-5                         |
| 155                           | Emīls Liepiņš (LAT) (landevej) | DNS-5                         |
| 156                           | Niklas Märkl (GER)             | DNS-5                         |
| 157                           | Tim Naberman (NED)             | 122.                          |

| Astana Qazaqstan Team AST | Astana Qazaqstan Team AST                        | Astana Qazaqstan Team AST |
| ------------------------- | ------------------------------------------------ | ------------------------- |
| Nr.                       | Rytter                                           | Placering                 |
| 161                       | Aleksej Lutsenko (KAZ) (landevej og enkeltstart) | DNF-1                     |
| 162                       | Igor Tjzhan (KAZ)                                | DNF-1                     |
| 163                       | Anton Kuzmin (KAZ)                               | 98.                       |
| 164                       | Daniil Marukhin (KAZ)                            | DNF-4                     |
| 165                       | Henok Mulubrhan (ERI) (landevej)                 | 46.                       |
| 166                       | Harold Tejada (COL)                              | 34.                       |
| 167                       | Santiago Umba (COL)                              | DNS-2                     |

| Intermarché-Wanty IWA | Intermarché-Wanty IWA           | Intermarché-Wanty IWA |
| --------------------- | ------------------------------- | --------------------- |
| Nr.                   | Rytter                          | Placering             |
| 171                   | Louis Meintjes (RSA)            | 29.                   |
| 172                   | Alexy Faure Prost (FRA)         | 120.                  |
| 173                   | Kobe Goossens (BEL)             | 59.                   |
| 174                   | Rune Herregodts (BEL)           | DNF-4                 |
| 175                   | Tom Paquot (BEL)                | 115.                  |
| 176                   | Dion Smith (NZL)                | 88.                   |
| 177                   | Roel van Sintmaartensdijk (NED) | 92.                   |

| Lotto Dstny LTD | Lotto Dstny LTD         | Lotto Dstny LTD |
| --------------- | ----------------------- | --------------- |
| Nr.             | Rytter                  | Placering       |
| 181             | Andreas Kron (DEN)      | 54.             |
| 182             | Thomas De Gendt (BEL)   | DNF-5           |
| 183             | Jarrad Drizners (AUS)   | 96.             |
| 184             | Milan Menten (BEL)      | 83.             |
| 185             | Sylvain Moniquet (BEL)  | DNS-4           |
| 186             | Eduardo Sepúlveda (ARG) | 87.             |
| 187             | Harm Vanhoucke (BEL)    | 16.             |

| Tudor Pro Cycling Team TUD | Tudor Pro Cycling Team TUD  | Tudor Pro Cycling Team TUD |
| -------------------------- | --------------------------- | -------------------------- |
| Nr.                        | Rytter                      | Placering                  |
| 191                        | Yannis Voisard (SUI)        | 21.                        |
| 192                        | Marco Brenner (GER)         | 77.                        |
| 193                        | Alberto Dainese (ITA)       | 112.                       |
| 194                        | Arthur Kluckers (LUX)       | 121.                       |
| 195                        | Sébastien Reichenbach (SUI) | 57.                        |
| 196                        | Luc Wirtgen (LUX)           | 76.                        |
| 197                        | Maikel Zijlaard (NED)       | DNF-2                      |

| Q36.5 Pro Cycling Team Q36 | Q36.5 Pro Cycling Team Q36 | Q36.5 Pro Cycling Team Q36 |
| -------------------------- | -------------------------- | -------------------------- |
| Nr.                        | Rytter                     | Placering                  |
| 201                        | Damien Howson (AUS)        | 19.                        |
| 202                        | Xabier Azparren (ESP)      | DNF-3                      |
| 203                        | Matteo Badilatti (SUI)     | 40.                        |
| 204                        | Fabio Christen (SUI)       | 84.                        |
| 205                        | David de la Cruz (ESP)     | 15.                        |
| 206                        | Matteo Moschetti (ITA)     | 125.                       |
| 207                        | Joey Rosskopf (USA)        | 100.                       |

| Team Corratec-Vini Fantini COR | Team Corratec-Vini Fantini COR | Team Corratec-Vini Fantini COR |
| ------------------------------ | ------------------------------ | ------------------------------ |
| Nr.                            | Rytter                         | Placering                      |
| 211                            | Valentin Darbellay (SUI)       | 68.                            |
| 212                            | Matteo Amella (ITA)            | DNF-5                          |
| 213                            | Davide Baldaccini (ITA)        | 124.                           |
| 214                            | Antoine Debons (SUI)           | DNF-5                          |
| 215                            | Marco Murgano (ITA)            | DNF-2                          |
| 216                            | Jan Stöckli (SUI)              | DNS-1                          |
| 217                            | Kyrylo Tsarenko (UKR)          | 103.                           |

| Schweiz SUI | Schweiz SUI      | Schweiz SUI |
| ----------- | ---------------- | ----------- |
| Nr.         | Rytter           | Placering   |
| 221         | Alexandre Balmer | 86.         |
| 222         | Antoine Aebi     | 85.         |
| 223         | Matteo Constant  | DNS-2       |
| 224         | Luca Jenni       | 89.         |
| 225         | Jan Sommer       | 78.         |
| 226         | Lars Sommer      | 110.        |
| 227         | Félix Stehli     | 123.        |

| UAE Team Emirates UAD | UAE Team Emirates UAD               | UAE Team Emirates UAD |
| --------------------- | ----------------------------------- | --------------------- |
| Nr.                   | Rytter                              | Placering             |
| 1                     | Adam Yates (GBR)                    | 13.                   |
| 2                     | Ivo Oliveira (POR)                  | 114.                  |
| 3                     | Juan Ayuso (ESP)                    | 5.                    |
| 4                     | Jan Christen (SUI)                  | 31.                   |
| 5                     | Felix Großschartner (AUT)           | 62.                   |
| 6                     | Brandon McNulty (USA) (enkeltstart) | DNF-5                 |
| 7                     | Pavel Sivakov (FRA)                 | 18.                   |

| Team Visma \| Lease a Bike TVL | Team Visma \| Lease a Bike TVL | Team Visma \| Lease a Bike TVL |
| ------------------------------ | ------------------------------ | ------------------------------ |
| Nr.                            | Rytter                         | Placering                      |
| 11                             | Jan Tratnik (SLO)              | 32.                            |
| 12                             | Koen Bouwman (NED)             | DNS-5                          |
| 13                             | Robert Gesink (NED)            | 39.                            |
| 14                             | Bart Lemmen (NED)              | 64.                            |
| 15                             | Johannes Staune-Mittet (NOR)   | 20.                            |
| 16                             | Tim van Dijke (NED)            | 72.                            |
| 17                             | Julien Vermote (BEL)           | 81.                            |

| Soudal Quick-Step SOQ | Soudal Quick-Step SOQ              | Soudal Quick-Step SOQ |
| --------------------- | ---------------------------------- | --------------------- |
| Nr.                   | Rytter                             | Placering             |
| 21                    | Julian Alaphilippe (FRA)           | 33.                   |
| 22                    | Kasper Asgreen (DEN) (enkeltstart) | 74.                   |
| 23                    | Mattia Cattaneo (ITA)              | DNF-1                 |
| 24                    | Josef Černý (CZE)                  | 111.                  |
| 25                    | Fausto Masnada (ITA)               | 42.                   |
| 26                    | Pepijn Reinderink (NED)            | 70.                   |
| 27                    | Ilan Van Wilder (BEL)              | 4.                    |

| Alpecin-Deceuninck ADC | Alpecin-Deceuninck ADC  | Alpecin-Deceuninck ADC |
| ---------------------- | ----------------------- | ---------------------- |
| Nr.                    | Rytter                  | Placering              |
| 31                     | Gianni Vermeersch (BEL) | 58.                    |
| 32                     | Juri Hollmann (GER)     | 65.                    |
| 33                     | Senne Leysen (BEL)      | DNF-5                  |
| 34                     | Xandro Meurisse (BEL)   | DNF-4                  |
| 35                     | Oscar Riesebeek (NED)   | 113.                   |
| 36                     | Stan Van Tricht (BEL)   | DNF-4                  |
| 37                     | Luca Vergallito (ITA)   | 26.                    |

| Lidl-Trek LTK | Lidl-Trek LTK            | Lidl-Trek LTK |
| ------------- | ------------------------ | ------------- |
| Nr.           | Rytter                   | Placering     |
| 41            | Tao Geoghegan Hart (GBR) | 9.            |
| 42            | Giulio Ciccone (ITA)     | 35.           |
| 43            | Simone Consonni (ITA)    | 93.           |
| 44            | Patrick Konrad (AUT)     | 30.           |
| 45            | Jacopo Mosca (ITA)       | 109.          |
| 46            | Thibau Nys (BEL)         | 48.           |
| 47            | Sam Oomen (NED)          | 43.           |

| Bora-Hansgrohe BOH | Bora-Hansgrohe BOH     | Bora-Hansgrohe BOH |
| ------------------ | ---------------------- | ------------------ |
| Nr.                | Rytter                 | Placering          |
| 51                 | Aleksandr Vlasov       | 2.                 |
| 52                 | Roger Adrià (ESP)      | 38.                |
| 53                 | Patrick Gamper (AUT)   | DNS-4              |
| 54                 | Sergio Higuita (COL)   | 82.                |
| 55                 | Jai Hindley (AUS)      | 28.                |
| 56                 | Florian Lipowitz (GER) | 3.                 |
| 57                 | Anton Palzer (GER)     | 44.                |

| Team Jayco AlUla JAY | Team Jayco AlUla JAY          | Team Jayco AlUla JAY |
| -------------------- | ----------------------------- | -------------------- |
| Nr.                  | Rytter                        | Placering            |
| 61                   | Simon Yates (GBR)             | 11.                  |
| 62                   | Eddie Dunbar (IRL)            | DNS-5                |
| 63                   | Michael Hepburn (AUS)         | 104.                 |
| 64                   | Christopher Juul-Jensen (DEN) | 61.                  |
| 65                   | Jesús David Peña (COL)        | DNF-5                |
| 66                   | Luke Plapp (AUS)              | DNF-5                |
| 67                   | Callum Scotson (AUS)          | 50.                  |

| Bahrain Victorious TBV | Bahrain Victorious TBV      | Bahrain Victorious TBV |
| ---------------------- | --------------------------- | ---------------------- |
| Nr.                    | Rytter                      | Placering              |
| 71                     | Damiano Caruso (ITA)        | DNS-5                  |
| 72                     | Nikias Arndt (GER)          | 119.                   |
| 73                     | Matevž Govekar (SLO)        | 90.                    |
| 74                     | Rainer Kepplinger (AUT)     | 63.                    |
| 75                     | Johan Price-Pejtersen (DEN) | 118.                   |
| 76                     | Cameron Scott (AUS)         | 126.                   |
| 77                     | Edoardo Zambanini (ITA)     | 37.                    |

| Ineos Grenadiers IGD | Ineos Grenadiers IGD                     | Ineos Grenadiers IGD |
| -------------------- | ---------------------------------------- | -------------------- |
| Nr.                  | Rytter                                   | Placering            |
| 81                   | Egan Bernal (COL)                        | 10.                  |
| 82                   | Thymen Arensman (NED)                    | 27.                  |
| 83                   | Jonathan Castroviejo (ESP) (enkeltstart) | 71.                  |
| 84                   | Ethan Hayter (GBR)                       | 73.                  |
| 85                   | Carlos Rodríguez (ESP)                   | 1.                   |
| 86                   | Óscar Rodríguez (ESP)                    | 97.                  |
| 87                   | Magnus Sheffield (USA)                   | 55.                  |

| Groupama-FDJ GFC | Groupama-FDJ GFC      | Groupama-FDJ GFC |
| ---------------- | --------------------- | ---------------- |
| Nr.              | Rytter                | Placering        |
| 91               | Cyril Barthe (FRA)    | DNS-5            |
| 92               | David Gaudu (FRA)     | 14.              |
| 93               | Thibaud Gruel (FRA)   | 67.              |
| 94               | Lenny Martinez (FRA)  | 8.               |
| 95               | Rudy Molard (FRA)     | 36.              |
| 96               | Enzo Paleni (FRA)     | 56.              |
| 97               | Reuben Thompson (NZL) | 99.              |

| Decathlon-AG2R La Mondiale DAT | Decathlon-AG2R La Mondiale DAT | Decathlon-AG2R La Mondiale DAT |
| ------------------------------ | ------------------------------ | ------------------------------ |
| Nr.                            | Rytter                         | Placering                      |
| 101                            | Clément Berthet (FRA)          | 25.                            |
| 102                            | Bruno Armirail (FRA)           | 53.                            |
| 103                            | Dorian Godon (FRA)             | 60.                            |
| 104                            | Jaakko Hänninen (FIN)          | 66.                            |
| 105                            | Jordan Labrosse (FRA)          | DNF-4                          |
| 106                            | Nicolas Prodhomme (FRA)        | 22.                            |
| 107                            | Andrea Vendrame (ITA)          | 49.                            |

| Arkéa-B&B Hotels ARK | Arkéa-B&B Hotels ARK     | Arkéa-B&B Hotels ARK |
| -------------------- | ------------------------ | -------------------- |
| Nr.                  | Rytter                   | Placering            |
| 111                  | Cristián Rodríguez (ESP) | 12.                  |
| 112                  | Raúl García Pierna (ESP) | 52.                  |
| 113                  | Thibault Guernalec (FRA) | 101.                 |
| 114                  | Laurens Huys (BEL)       | 47.                  |
| 115                  | Łukasz Owsian (POL)      | 105.                 |
| 116                  | Alan Riou (FRA)          | DNS-3                |
| 117                  | Clément Venturini (FRA)  | 75.                  |

| Cofidis COF | Cofidis COF            | Cofidis COF |
| ----------- | ---------------------- | ----------- |
| Nr.         | Rytter                 | Placering   |
| 121         | Guillaume Martin (FRA) | 17.         |
| 122         | Jesús Herrada (ESP)    | 69.         |
| 123         | Nolann Mahoudo (FRA)   | DNF-5       |
| 124         | Axel Mariault (FRA)    | 106.        |
| 125         | Stefano Oldani (ITA)   | 117.        |
| 126         | Benjamin Thomas (FRA)  | 79.         |
| 127         | Hugo Toumire (FRA)     | 102.        |

| Movistar Team MOV | Movistar Team MOV                | Movistar Team MOV |
| ----------------- | -------------------------------- | ----------------- |
| Nr.               | Rytter                           | Placering         |
| 131               | Enric Mas (ESP)                  | 6.                |
| 132               | Alex Aranburu (ESP)              | 51.               |
| 133               | Jorge Arcas (ESP)                | 80.               |
| 134               | Rémi Cavagna (FRA) (enkeltstart) | 94.               |
| 135               | Johan Jacobs (SUI)               | 108.              |
| 136               | Nelson Oliveira (POR)            | 45.               |
| 137               | Iván Sosa (COL)                  | 24.               |

| EF Education-EasyPost EFE | EF Education-EasyPost EFE        | EF Education-EasyPost EFE |
| ------------------------- | -------------------------------- | ------------------------- |
| Nr.                       | Rytter                           | Placering                 |
| 141                       | Richard Carapaz (ECU) (landevej) | 7.                        |
| 142                       | Andrey Amador (CRC)              | DNF-2                     |
| 143                       | Stefan de Bod (RSA)              | 95.                       |
| 144                       | Darren Rafferty (IRL)            | 23.                       |
| 145                       | James Shaw (GBR)                 | 107.                      |
| 146                       | Rigoberto Urán (COL)             | 41.                       |
| 147                       | Michael Valgren (DEN)            | 91.                       |

| Team dsm-firmenich PostNL DFP | Team dsm-firmenich PostNL DFP  | Team dsm-firmenich PostNL DFP |
| ----------------------------- | ------------------------------ | ----------------------------- |
| Nr.                           | Rytter                         | Placering                     |
| 151                           | Gijs Leemreize (NED)           | DNS-5                         |
| 152                           | Pavel Bittner (CZE)            | DNS-5                         |
| 153                           | Patrick Eddy (AUS)             | 116.                          |
| 154                           | Sean Flynn (GBR)               | DNF-5                         |
| 155                           | Emīls Liepiņš (LAT) (landevej) | DNS-5                         |
| 156                           | Niklas Märkl (GER)             | DNS-5                         |
| 157                           | Tim Naberman (NED)             | 122.                          |

| Astana Qazaqstan Team AST | Astana Qazaqstan Team AST                        | Astana Qazaqstan Team AST |
| ------------------------- | ------------------------------------------------ | ------------------------- |
| Nr.                       | Rytter                                           | Placering                 |
| 161                       | Aleksej Lutsenko (KAZ) (landevej og enkeltstart) | DNF-1                     |
| 162                       | Igor Tjzhan (KAZ)                                | DNF-1                     |
| 163                       | Anton Kuzmin (KAZ)                               | 98.                       |
| 164                       | Daniil Marukhin (KAZ)                            | DNF-4                     |
| 165                       | Henok Mulubrhan (ERI) (landevej)                 | 46.                       |
| 166                       | Harold Tejada (COL)                              | 34.                       |
| 167                       | Santiago Umba (COL)                              | DNS-2                     |

| Intermarché-Wanty IWA | Intermarché-Wanty IWA           | Intermarché-Wanty IWA |
| --------------------- | ------------------------------- | --------------------- |
| Nr.                   | Rytter                          | Placering             |
| 171                   | Louis Meintjes (RSA)            | 29.                   |
| 172                   | Alexy Faure Prost (FRA)         | 120.                  |
| 173                   | Kobe Goossens (BEL)             | 59.                   |
| 174                   | Rune Herregodts (BEL)           | DNF-4                 |
| 175                   | Tom Paquot (BEL)                | 115.                  |
| 176                   | Dion Smith (NZL)                | 88.                   |
| 177                   | Roel van Sintmaartensdijk (NED) | 92.                   |

| Lotto Dstny LTD | Lotto Dstny LTD         | Lotto Dstny LTD |
| --------------- | ----------------------- | --------------- |
| Nr.             | Rytter                  | Placering       |
| 181             | Andreas Kron (DEN)      | 54.             |
| 182             | Thomas De Gendt (BEL)   | DNF-5           |
| 183             | Jarrad Drizners (AUS)   | 96.             |
| 184             | Milan Menten (BEL)      | 83.             |
| 185             | Sylvain Moniquet (BEL)  | DNS-4           |
| 186             | Eduardo Sepúlveda (ARG) | 87.             |
| 187             | Harm Vanhoucke (BEL)    | 16.             |

| Tudor Pro Cycling Team TUD | Tudor Pro Cycling Team TUD  | Tudor Pro Cycling Team TUD |
| -------------------------- | --------------------------- | -------------------------- |
| Nr.                        | Rytter                      | Placering                  |
| 191                        | Yannis Voisard (SUI)        | 21.                        |
| 192                        | Marco Brenner (GER)         | 77.                        |
| 193                        | Alberto Dainese (ITA)       | 112.                       |
| 194                        | Arthur Kluckers (LUX)       | 121.                       |
| 195                        | Sébastien Reichenbach (SUI) | 57.                        |
| 196                        | Luc Wirtgen (LUX)           | 76.                        |
| 197                        | Maikel Zijlaard (NED)       | DNF-2                      |

| Q36.5 Pro Cycling Team Q36 | Q36.5 Pro Cycling Team Q36 | Q36.5 Pro Cycling Team Q36 |
| -------------------------- | -------------------------- | -------------------------- |
| Nr.                        | Rytter                     | Placering                  |
| 201                        | Damien Howson (AUS)        | 19.                        |
| 202                        | Xabier Azparren (ESP)      | DNF-3                      |
| 203                        | Matteo Badilatti (SUI)     | 40.                        |
| 204                        | Fabio Christen (SUI)       | 84.                        |
| 205                        | David de la Cruz (ESP)     | 15.                        |
| 206                        | Matteo Moschetti (ITA)     | 125.                       |
| 207                        | Joey Rosskopf (USA)        | 100.                       |

| Team Corratec-Vini Fantini COR | Team Corratec-Vini Fantini COR | Team Corratec-Vini Fantini COR |
| ------------------------------ | ------------------------------ | ------------------------------ |
| Nr.                            | Rytter                         | Placering                      |
| 211                            | Valentin Darbellay (SUI)       | 68.                            |
| 212                            | Matteo Amella (ITA)            | DNF-5                          |
| 213                            | Davide Baldaccini (ITA)        | 124.                           |
| 214                            | Antoine Debons (SUI)           | DNF-5                          |
| 215                            | Marco Murgano (ITA)            | DNF-2                          |
| 216                            | Jan Stöckli (SUI)              | DNS-1                          |
| 217                            | Kyrylo Tsarenko (UKR)          | 103.                           |

| Schweiz SUI | Schweiz SUI      | Schweiz SUI |
| ----------- | ---------------- | ----------- |
| Nr.         | Rytter           | Placering   |
| 221         | Alexandre Balmer | 86.         |
| 222         | Antoine Aebi     | 85.         |
| 223         | Matteo Constant  | DNS-2       |
| 224         | Luca Jenni       | 89.         |
| 225         | Jan Sommer       | 78.         |
| 226         | Lars Sommer      | 110.        |
| 227         | Félix Stehli     | 123.        |